# Coma (1978)
Coma is een thriller uit 1978 onder regie van Michael Crichton. Hij bewerkte daarvoor het verhaal uit het gelijknamige boek van Robin Cook zelf tot filmscenario. Martin Erlichmann deed de productie, in dienst van Metro-Goldwyn-Mayer. Geneviève Bujold werd voor als hoofdrol als Susan Wheeler genomineerd voor de Saturn Award voor beste actrice.

## Verhaal
Susan 'Suzy' Wheeler (Geneviève Bujold) is een jonge, hardwerkende en ambitieuze arts in het Boston Memorial Hospital. Ze heeft een relatie met de al even ambitieuze Mark Bellows (Michael Douglas) die als chirurg in hetzelfde ziekenhuis werkt. Doordat ze beide het grootste deel van hun tijd in hun werk steken, botsen ze thuis nog weleens over hun drang om serieus genomen te worden, maar ze leggen het doorgaans een dag later weer bij.
Wanneer Wheelers vriendin Nancy Greenly (Lois Chiles) zenuwachtig wordt opgenomen voor een eenvoudige ingreep om haar zwangerschap te beëindigen, stelt Wheeler haar gerust. Later die dag krijgt ze niettemin een pijnlijk telefoontje van Bellows. Greenley is niet wakker geworden uit haar narcose. Hij heeft haar aangetroffen in de uitslaapkamer in een diepe coma. Geen van de behandelend artsen snapt hoe dit heeft kunnen gebeuren. Aangeslagen loopt Wheeler de hele procedure na die Greenley onderging en komt er daarbij bij toeval achter dat er in het afgelopen jaar 240 mensen in coma zijn geraakt in het ziekenhuis. Zeker tien daarvan waren jonge gezonde mensen die voor een eenvoudige ingreep opgenomen waren. Wheeler laat de lijst slachtoffers uitdraaien en neemt hem mee. Ze vindt het verdacht.
Hoofd Chirurgie George A. Harris (Richard Widmark) wordt geïnformeerd over het opvragen van de lijst door Wheeler en nodigt haar uit langs te komen op zijn kantoor. Ze mag de lijst niet in bezit hebben omdat er privacygevoelige informatie op staat en moet hem daarom inleveren. Harris wil dat ze gaat praten met psycholoog Dick Morelind (Hari Rhodes). Hij concludeert dat Wheeler wellicht te lijden heeft onder de spanningen die haar relatie met Bellows, het in coma raken van Greenly en de stress op haar werk veroorzaken. Wanneer ze vertrekt na het gesprek ziet ze niettemin dat Americanfootballspeler Sean Murphy (Tom Selleck) in coma is geraakt, terwijl ze hem eerder die dag nog kerngezond en vrolijk verhalen vertellend op zijn bed zag zitten. Thuis zegt ze toe aan Bellows dat ze de zaak rond de coma-gevallen zal laten rusten, maar blijft aanwijzingen opschrijven in haar notitieboekje. Twee coma-gevallen in twee dagen vindt ze té toevallig. Bellows staat op het punt promotie te maken en wordt geadviseerd de paranoia van zijn vriendin een beetje in de gaten te houden. Daarmee zou hij zijn toekomstmogelijkheden vergroten. Hij gelooft ook niet dat er iets waar is van Wheelers hersenspinsels, maar dat ze gewoon een beetje overspannen is.
Wanneer Harris Wheeler aanraadt om een weekendje haar zinnen te verzetten en zich even niet bezig te houden met ziekenhuispraktijken, neemt Bellows haar mee naar het strand en een haventje om uit te waaien. Tijdens een ritje in de auto komen ze langs het Jefferson Institute. Dit valt Wheeler op omdat een patholoog-anatoom (Ed Harris) haar tijdens zijn autopsie van de inmiddels overleden Greenley vertelde dat het Boston Memorial Hospital daar haar coma-patiënten naar overbrengt om verder verzorgd te worden. Wheeler wil er een kijkje binnen gaan nemen, maar komt er tot haar verrassing niet in. Hoofd Mrs. Emerson (Elizabeth Ashley) blijkt de enige aanwezige persoon te zijn met een medische achtergrond. Voor de rest loopt er alleen onderhoudspersoneel rond. Emerson vertelt Wheeler dat er alleen buitenstaanders toegelaten worden tijdens een rondleiding, die één keer per week op dinsdagen om 11.00 uur wordt gehouden. Weer in Boston fluistert onderhoudsmedewerker Kelly (Frank Downing) Wheeler toe dat ze iets op het spoor is en naar zijn werkruimte moet komen. Als ze daar even later aankomt is Kelly dood, schijnbaar per ongeluk geëlektrocuteerd. In werkelijkheid hij vermoord door Vince (Lance LeGault), die mensen die te veel weten het zwijgen oplegt en nu achter Wheeler aangaat.
Wheeler merkt dat ze achtervolgd wordt door een man met een geweer en vlucht het mortuarium in om hem af te schudden. De ruimte blijkt gevuld met onmiskenbaar opvallend grote aantallen menselijke lichamen, zorgvuldig geconserveerd in kunststof zakken die zijn neergelegd op tafels of opgehangen aan rekken. Het zijn stuk voor stuk patiënten die na eenvoudige ingrepen in operatiekamer 8 in coma zijn geraakt. Met een speciaal aangelegde gasleiding daarnaartoe wordt hen koolstofmonoxide toegediend, in plaats van de zuurstof waarmee ze uit narcose moeten worden gehaald.
Wheeler ontsnapt aan Vince door hem op te sluiten in het mortuarium en gaat naar de rondleiding in het Jefferson Institute. Emerson voorziet de deelnemers tijdens de toer van informatie en legt uit hoe de comapatiënten middels de allernieuwste technieken zo goed mogelijk verzorgd worden. Zo liggen ze niet in bedden, maar hangen ze aan speciaal ontworpen metalen snoeren om doorliggen te voorkomen. Een op de draden aangesloten computersysteem zorgt ervoor dat hun houding te allen tijde optimaal gecorrigeerd wordt. Op een onbewaakt moment verdwijnt Wheeler uit zicht en gaat ze zelf op onderzoek uit in het gebouw. Kruipend over het plafond van de ruimte waarin de comapatiënten hangen, komt ze erachter dat Emerson heeft gelogen. De draden zijn helemaal niet met een computer verbonden. De eerder gedemonstreerde houdingscorrectie werd gewoon door iemand handmatig vanaf het plafond gedaan. Wanneer Wheeler doorkruipt, komt ze boven het kantoor uit waar Emerson met een paar anderen bezig is met haar echte dagelijkse bezigheden. Het Jefferson Institute blijkt niets meer dan een opslagruimte van verse, gezonde menselijke lichamen waarvan de organen op de zwarte markt verhandeld worden.
Wheelers aanwezigheid wordt bemerkt doordat ze een van de hangende patiënten per ongeluk vanaf het plafond in beweging brengt, maar liggend op een ambulance die organen vervoert, ontsnapt ze uit het gebouw. Het was niet de bedoeling dat ze daar levend vandaan zou komen. Ze gaat naar het Boston Memorial Hospital om hoofd chirurgie Harris te vertellen wat ze heeft gezien. Hij geeft haar wat te drinken om bij te komen en verzekert haar dat hij werk gaat maken van haar ontdekking. Harris is alleen het brein achter de hele orgaanhandel, die past in zijn verwrongen ideologie van de hedendaagse maatschappij. In het drankje dat hij Wheeler heeft gegeven, zit een verdovingsmiddel én een stof die haar een blindedarmontsteking bezorgt. Omdat hij 'toevallig' op dat moment tijd heeft, rijdt hij haar richting de operatieruimtes en kondigt hij aan dat hij zelf de operatie zal doen. Onderweg komen ze Bellows tegen. Die overtuigt zichzelf ervan dat het inderdaad haar blindedarm is die opspeelt en hecht daarom weinig waarde aan haar met moeite uitgebrachte complottheorie. Bellows kijkt niettemin vreemd op wanneer Harris met alle geweld wil dat Wheeler naar operatiekamer 8 wordt gebracht, ondanks dat die daarvoor moet worden ontruimd en er andere kamers vrij zijn. Daarom haast hij zich naar de onderhoudsruimte vanwaaruit operatiekamer 8 van de zuurstof wordt voorzien waarmee patiënten worden bijgebracht. De verhalen van zijn vriendin blijken waar, want hij treft er naast de zuurstof een grote fles met koolstofmonoxide aan, die rechtstreeks in verbinding staat met operatiekamer 8. Wanneer Harris daarmee Wheeler onopgemerkt en voorgoed het zwijgen op wil leggen na de operatie, heeft Bellows die afgekoppeld. Daardoor komt Wheeler gewoon bij en arriveert Bellows tijdig om haar mee te nemen naar de uitslaapkamer. Harris kijkt vertwijfeld toe en weet dat zijn praktijken op het punt staan onthuld te worden.

## Rolbezetting
| Acteur           | Personage            | Beschrijving |
| ---------------- | -------------------- | --- |
| Geneviève Bujold | Dr. Susan Wheeler    | chirurg aan het Boston Memorial Hospital                                                                                        |
| Michael Douglas  | Dr. Mark Bellows     | Hoofd Chirurgie aan het Boston Memorial Hospital                                                                                |
| Elizabeth Ashley | Mrs. Emerson         | Hoofd van het Jefferson Institute                                                                                               |
| Rip Torn         | Dr. George           | Hoofd Anesthesie |
| Richard Widmark  | Dr. George A. Harris | Hoofd Chirurgie |
| Lois Chiles      | Nancy Greenly        | |
| Frank Downing    |                      | |
| Hari Rhodes      | Dr. Morelind         | ziekenhuis psychiater |
| Richard Doyle    | Jim                  | een patholoog-anatoom |
| Lance LeGault    | Vince                | de vrachtwagenchauffeur en moordenaar                                                                                           |
| Betty McGuire    |                      | een verpleegster |
| Tom Selleck      | Sean Murphy          | football-speler |
| Joanna Kerns     | Diane                | |
| Ed Harris        |                      | een van de twee pathologen-anatomen die vertellen aan Wheeler hoe je een patiënt kunt vermoorden zonder sporen achter te laten. |

## Achtergrond
De film is in kleur en met stereogeluid. Het verhaal is doordrongen van een paranoïde sfeer, vergelijkbaar met andere films uit de zeventiger jaren, zoals Invasion of the Body Snatchers, The Conversation,  The Stepford Wives en eerder Rosemary's Baby. Hierin blijft met opzet lang onzeker wie van de personages te vertrouwen is voor de hoofdpersoon en wie niet.

## Trivia
- Ed Harris speelde in Coma zijn eerste rol in een bioscoopfilm.